# Nihon Kakuzuke Kenkyūjo
K.K. Nihon Kakuzuke Kenkyūjo (jap. 株式会社日本格付研究所, Kabushiki kaisha Nihon Kakuzuke Kenkyūjo, engl. Japan Credit Rating Agency, Ltd., kurz: JCR) ist eine japanische Rating-Agentur mit Sitz in Chūō, Tokio.
Sie ist eine durch die United States Securities and Exchange Commission (SEC) anerkannte Nationally Recognized Statistical Rating Organization (NRSRO).

## Geschichte
Das Unternehmen wurde 1985 mit einem Startkapital von 584 Millionen Yen gegründet. Seit 2007 ist sie in den Vereinigten Staaten als NRSRO anerkannt.